# District de Xuân Trường
Le district de Xuân Trường est un district rural de la province de Nam Dinh au Viêt Nam dans le delta du fleuve Rouge.
Sa population s'élevait en 2003 à 179 765 habitants, pour une superficie de 113 km2.